# Befehlshaber der Seestreitkräfte der Nordsee (Reichsmarine)
Der Befehlshaber der Seestreitkräfte der Nordsee (B. S. N., später B. d. N.) war eine Kommandobehörde der Reichsmarine. Neben dem Befehlshaber der Seestreitkräfte der Nordsee existierte noch ein Befehlshaber der Landstreitkräfte der Nordsee.

## Geschichte
Am 11. August 1918 wurde aufgrund einer Kabinettsorder Kaiser Wilhelms II. ein Befehlshaber der Sicherung der Nordsee  (B. S.N.) eingerichtet. Die Unterstellung erfolgte direkt unter den Chef der Hochseestreitkräfte. Bis Kriegsende war Kapitän zur See Hans Zenker Befehlshaber der Sicherung der Nordsee. Die Dienststelle bestand bis 1920 und wurde dann zum Befehlshaber der Seestreitkräfte der Nordsee. Zeitgleich zur Einrichtung des Befehlshabers der Seestreitkräfte der Nordsee wurde ein Befehlshaber der Seestreitkräfte der Ostsee eingerichtet.
Zum 15. Oktober 1923 wurde hieraus der Befehlshaber der leichten Seestreitkräfte der Nordsee (B. I. N.) in Wilhelmshaven. Zeitgleich entstand auch der Befehlshaber der leichten Seestreitkräfte der Ostsee (B. I. O.) in Kiel. Beide wurden dem neu geschaffenen Oberbefehlshaber der Seestreitkräfte unterstellt, wodurch die Unterstellung unter die Marinestation endete. Von der ebenfalls neu eingerichteten Linienschiffsdivision wurden zwei Schiffe dem Befehlshaber zugeteilt.
Mit der Auflösung des Oberbefehlshabers der Seestreitkräfte und daraus der Einrichtung des Flottenkommandos im April 1925 wurde ein 2. Admiral der Linienschiffsdivision geschaffen, die Unterstellung der Linienschiffsdivision wechselte unter das Flottenkommando. Die Bezeichnung der Dienststelle wurde wieder Befehlshaber der Seestreitkräfte der Nordsee. In Personalunion war der Befehlshaber der Sicherung der Nordsee auch 2. Admiral der Linienschiffsdivision.
Für die Einrichtung des Befehlshabers der Linienschiffe wurde im Januar 1930 der Befehlshaber der Seestreitkräfte der Nordsee und der 2. Admiral der Linienschiffsdivision verwendet.

## Gliederung
1918
- Niobe
- Führer der Minensuchverbände der Hochseestreitkräfte
- Kommandeur der Flieger der Hochseestreitkräfte
- Nordsee-Vorpostenflottille
- Küstenschutzflottille der Ems (bereits im August 1918 aufgelöst)

1922
- Chef des Stabes: Fregattenkapitän Eduard Eichel
- Tender: M 138
- Braunschweig, Flaggschiff
- Hamburg
- Arcona
- II. Flottille unter Korvettenkapitän Wilhelm Rümann
- 11. Halbflottille

1923
- Asto: Korvettenkapitän Willy von Nordeck
- Hamburg
- Arcona
- II. Flottille

1925
- Erster Admiralstabsoffizier: Korvettenkapitän Willy von Nordeck, bis April 1925
- Zweiter Admiralstabsoffizier: Kapitänleutnant Joachim Lietzmann, bis 1927
- Braunschweig, von der Linienschiffsdivision
- Elsass, von der Linienschiffsdivision
- Hamburg, Flaggschiff
- Amazone
- II. Torpedobootsflottille

## Befehlshaber
- Kapitän zur See Walter Hildebrand: von November 1920 bis April 1921 als stellvertretender Befehlshaber mit der Wahrnehmung der Geschäfte beauftragt
- Konteradmiral Konrad Mommsen: von April 1921 bis April 1922
- Konteradmiral/Vizeadmiral Theodor Püllen: von April 1922 bis Oktober 1923
- Kapitän zur See und Kommodore Adolf Pfeiffer: von Oktober 1923 bis September 1924
- Konteradmiral Erich Raeder: von September 1924 bis Januar 1925
- Kapitän zur See und Kommodore/Konteradmiral Franz Wieting: von Januar 1925 bis September 1925
- Kapitän zur See/Konteradmiral Wilhelm Prentzel: von September 1925 bis September 1927
- Konteradmiral Alexander Werth: von September 1927 bis Oktober 1928
- Konteradmiral/Vizeadmiral Walther Franz: von Oktober 1928 bis zur Auflösung Anfang 1930, dann Befehlshaber der Linienschiffe

## Bekannte Personen (Auswahl)
- Friedrich Pinggéra: um 1922 Verbandsarzt
- Kapitänleutnant Hubert Schmundt: im September/Oktober 1923 kurz beim Befehlshaber
- Oberleutnant zur See Erich Schulte Mönting: von Februar 1925 bis Januar 1926 Flaggleutnant
- Otto Kähler: von November 1927 bis September 1929 Admiralstabsoffizier
- Kapitänleutnant Hans Bütow: von September 1929 bis zur Auflösung im Januar 1930 Admiralstabsoffizier, dann in gleicher Funktion zum Befehlshaber der Linienschiffe